# Дејлов принцип
Дејлов принцип (или Дејлов закон) је правило које се приписује енглеском неуронаучнику Хенрију Халету Дејлу. Принцип у основи говори да неурон врши исту хемијску акцију на свим својим синаптичким везама са другим ћелијама, без обзира на идентитет циљне ћелије. Међутим, било је неслагања око прецизних формулација.
Због двосмислености у оригиналној изјави, заправо постоје две верзије принципа, једна за коју се дефинитивно показало да је лажна, а друга која остаје вредно правило. Термин „Дејлов принцип“ је први употребио сер Џон Еклс 1954. године, у одломку који гласи: „У складу са Дејловим принципом (1934, 1952) да се исти хемијски трансмитер ослобађа из свих синаптичких терминала неурона..." Неки модерни писци су схватили принцип да неурони ослобађају један и само један трансмитер у свим својим синапсама, што је погрешно. Други, укључујући и самог Еклса у каснијим публикацијама, схватили су да то значи да неурони ослобађају исти скуп трансмитера у свим својим синапсама.
Сам Дејл никада није изнео свој „принцип“ у експлицитној форми. Извор на који се Еклс позивао је предавање које је Дејл објавио 1934. године, под називом Фармакологија и нервни завршеци, које описује нека од раних истраживања физиологије неуротрансмисије. У то време била су позната само два хемијска преносиоца, ацетилхолин и норадреналин (тада се сматрало да је то адреналин). У периферном нервном систему познато је да холинергички и адренергички пренос настају из различитих група нервних влакана. Дејла је занимала могућност да неурон који ослобађа једну од ових хемикалија на периферији такође може ослободити исту хемикалију у централним синапсама. Написао је:
| „ | Треба напоменути, даље, да у случајевима за које су директни докази већ доступни, феномени регенерације изгледа да указују на то да је природа хемијске функције, било да је холинергична или адренергична, карактеристична за сваки поједини неурон и да је непроменљива. | ” |

Са само две хемикалије предајника за које се знало да постоје у то време, могућност да неурон ослободи више од једног неуротрансмитера у једној синапси није пала никоме на ум, па се није водило рачуна о постављању хипотеза на начин који би ову могућност узео у обзир. 
Настала двосмисленост у почетним изјавама довела је до одређене забуне у литератури око тачног значења принципа. Никол и Маленка су, на пример, схватили да неурон увек ослобађа један и само један неуротрансмитер у свим својим синапсама. У овом облику то је свакако нетачно. 
Многи неурони ослобађају више од једног неуротрансмитера, у ономе што се назива "котрансмисија". Иако је било ранијих наговештаја, први формални предлог овог открића дошао је тек 1976. године. Већина неурона ослобађа неколико различитих хемијских гласника. У модерној неуронауци, неурони се често класификују према њиховом неуротрансмитеру и најважнијем котрансмитеру, на пример стријатални ГАБА неурони користе или опиоидне пептиде или супстанцу П као примарни котрансмитер.